# Tomba della Pellegrina

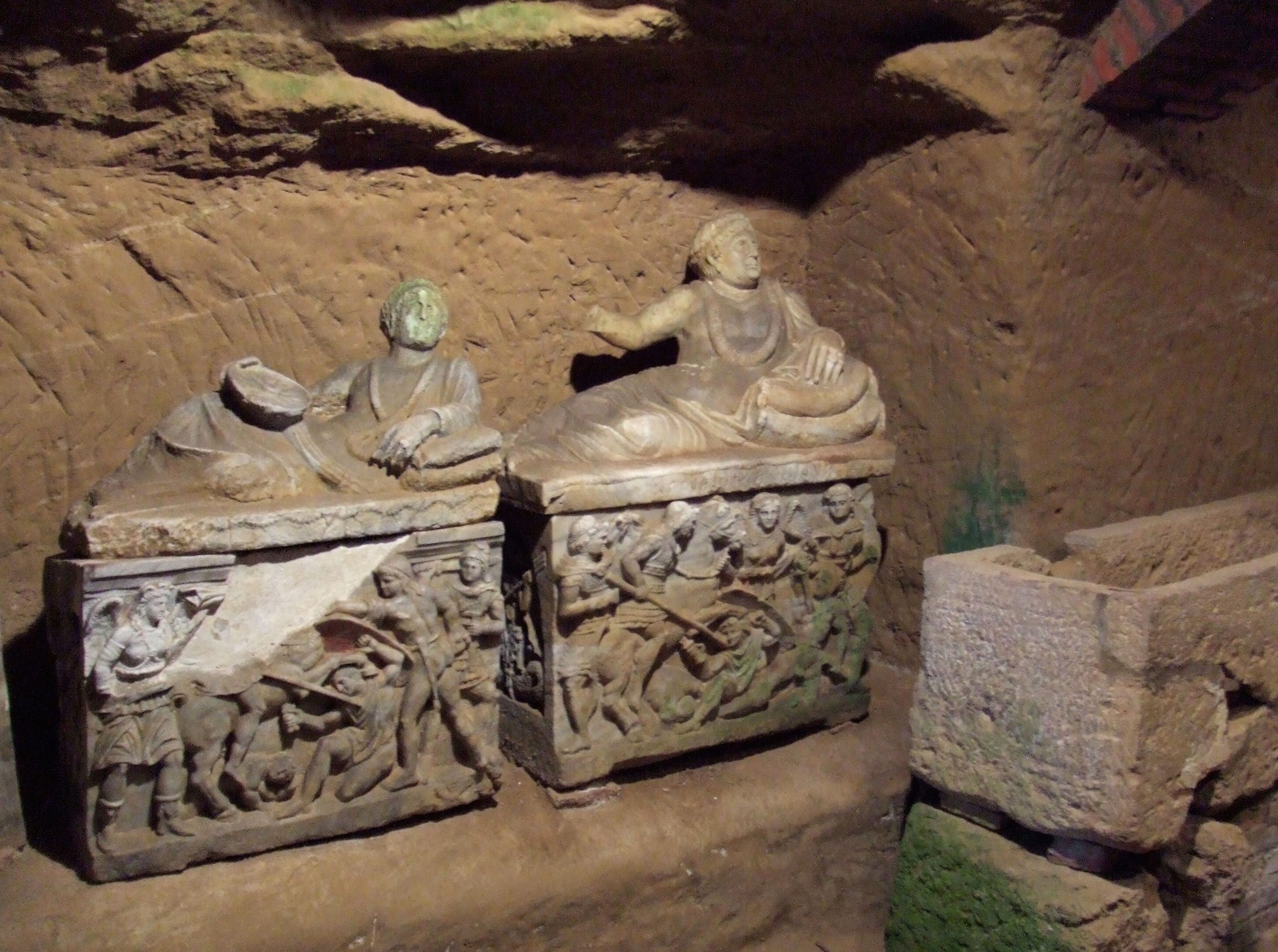
Sarcofagi in alabastro nella camera principale

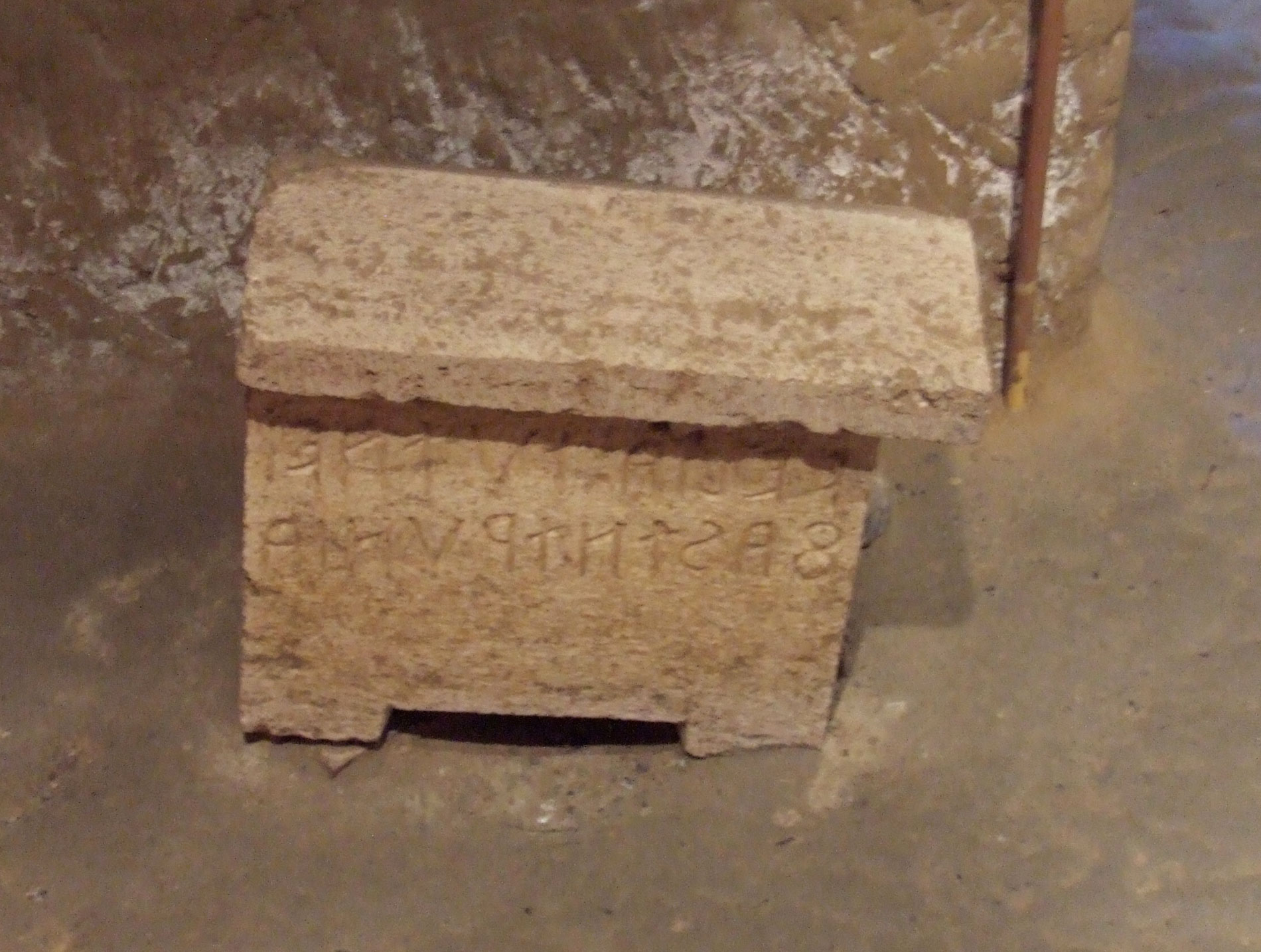
Sarcofago architettonico con iscrizione nella camera principale

La tomba della Pellegrina è una delle tombe etrusche di Chiusi, situate a circa 2 km dall'abitato sulla strada per il lago di Chiusi, nella necropoli di Poggio Renzo. Deve il suo nome al podere presso cui è situata.
La tomba, che è aperta al pubblico, appartenne alla famiglia dei Sentinates e risale alla fine del IV-inizio del III secolo a.C. Già saccheggiata in antico, oggi si presenta così com'era all'atto del rinvenimento, con cinque sarcofagi e dodici urne in alabastro e travertino con i coperti capovolti o rovesciati dai predoni.
È composta da un lungo dromos di ingresso, lungo il quale si aprono quattro nicchie e tre camere funerarie. Nella camera centrale venne rinvenuta l'urna di Larth Sentinates Caesa, oggi al Museo archeologico nazionale di Chiusi.